# Ghusman Qyrghyzbajev
Ghusman Danijaruly Qyrghyzbajev (kazakiska: Ғұсман Даниярұлы Қырғызбаев), född 28 september 1992, är en kazakisk judoutövare.

## Karriär
Vid olympiska sommarspelen 2024 i Paris tog Qyrghyzbajev brons i 66 kg-klassen efter att ha besegrat serbiske Strahinja Bunčić i bronsmatchen.